# Lars-Erik Skiöld
Lars-Erik Skiöld   (Malmö, 19 de març de 1952 - Malmö, 21 de maig de 2017) fou un lluitador suec, especialista en lluita grecoromana, que va competir durant la dècada de 1970.
El 1976 va prendre part en els Jocs Olímpics de Mont-real, on fou quart en la prova del pes lleuger del programa de lluita grecoromana. Quatre anys més tard, als Jocs de Moscou, guanyà la medalla de bronze en la mateixa competició.
En el seu palmarès també destaquen una medalla de plata al Campionat del món de lluita, una d'or i una de bronze al Campionat d'Europa de lluita i sis d'or i una de plata als Campionats nòrdics.